# 夏桓宗
夏桓宗李純祐（1177年—1206年3月），夏仁宗子。性溫和厚實。1193年10月16日，夏仁宗李仁孝去世，李純祐即位，時年十七，改元天慶。桓宗基本上還能奉行仁宗时期的政治方針和外交政策，對内安國養民，對外附金和宋。但隨着國家的安定承平日久，統治階層開始貪圖安逸，日益腐朽墮落，从此西夏政治日益腐败，国势衰落。從盛到衰已成為西夏社會不可逆轉的趨勢。同时，桓宗統治時期，正是蒙古崛起並日漸強大的时期，來自蒙古的嚴重威脅加速了西夏由盛而衰的歷史進程。1205年，改興慶府名為中興府，取夏國中興之意，但同年蒙古第一次進攻西夏，自此迄無寧日了。1206年3月1日，李安全發動政變，桓宗被廢。不久暴卒，年僅三十。諡昭簡皇帝。